# Koninklijke Fanfare Sint-Cecilia Passendale vzw
De Koninklijke Fanfare Sint-Cecilia Passendale vzw is een fanfareorkest uit Passendale, nu deelgemeente van Zonnebeke, dat vermoedelijk tussen 1860 en 1870 ontstond. Uit archiefstukken maakt men op dat het oprichtingsjaar waarschijnlijk 1868 is. Passendale is in binnen- en buitenland vooral als naamgever van een overbekende kaas bekend. In de volksmond werd de fanfare uit dit dorp ook wel "Kaasbollenfanfare" genoemd.

## Geschiedenis
Naast de fanfare Sint-Cecilia bestond in die periode ook de Harmonie van Passendale die echter voor de Eerste Wereldoorlog opgedoekt werd. Tijdens deze oorlog vielen ook in Passendale alle activiteiten stil. Van de 4000 gevluchte inwoners keerden slechts 175 na de oorlog naar Passendale terug. Toch werd de fanfare in 1920 door zes muzikanten heropgericht.
Na de Tweede Wereldoorlog kende de fanfare in de jaren 1950 met hun dirigent Kamiel Mellaers, zelf muzikant bij het Groot Harmonieorkest van de Belgische Gidsen, een echte bloeiperiode. In 1953 werd aan de vereniging door koning Boudewijn I het predicaat Koninklijk verleend. Na het ontslag van dirigent Mellaers werd Gilbert Hinnekint zijn opvolger.
Zoals op vele plaatsen echter lag de fanfaremuziek niet meer zo goed in de markt en daalde stilaan het aantal muzikanten. Ook de interesse voor wedstrijden en toernooien verdween geleidelijk. In 1987 werd de jonge Filip Vanpoucke de nieuwe dirigent. Met hem kreeg het fanfareorkest een nieuwe impuls en kregen de muzikanten opnieuw 'wedstrijdhonger'. In 1990 werd aan het West-Vlaams kampioenschap deelgenomen en men behaalde aansluitend het nationale kampioenschap in de 3e afdeling.
Deze ontwikkeling zorgde ervoor dat de Muziekacademie Ieper te Passendale een bij-afdeling heropende.

## Tegenwoordig
In 2008 werd het 140-jarig bestaan gevierd. Naast het fanfareorkest bestaat er binnen de vereniging een majorettekorps (rond 40 majorettes), een trommelkorps (17 trommelaars) en een jeugdfanfare.

## Dirigenten
- Kamiel Mellaers
- Gilbert Hinnekint
- Filip Vanpoucke (sinds 1987)
- Leroy Frederik
- Martin Vanwalleghem
- Jelle Proost (2014 - 2022)
- Dries Delaplace